# Ławica (Poznań)

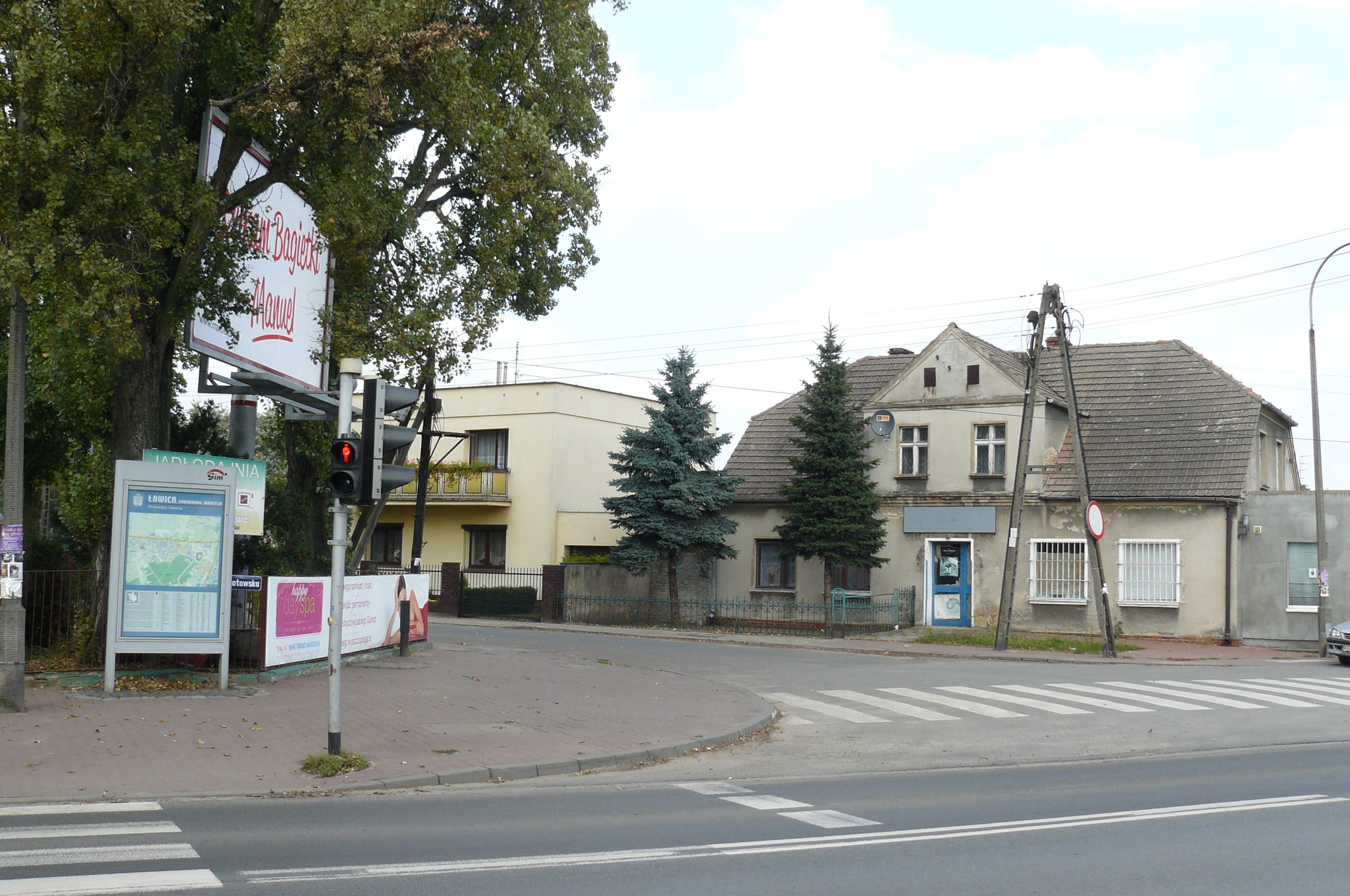
Stara część (centrum) Ławicy - skrzyżowanie ul. Złotowskiej i Ławica

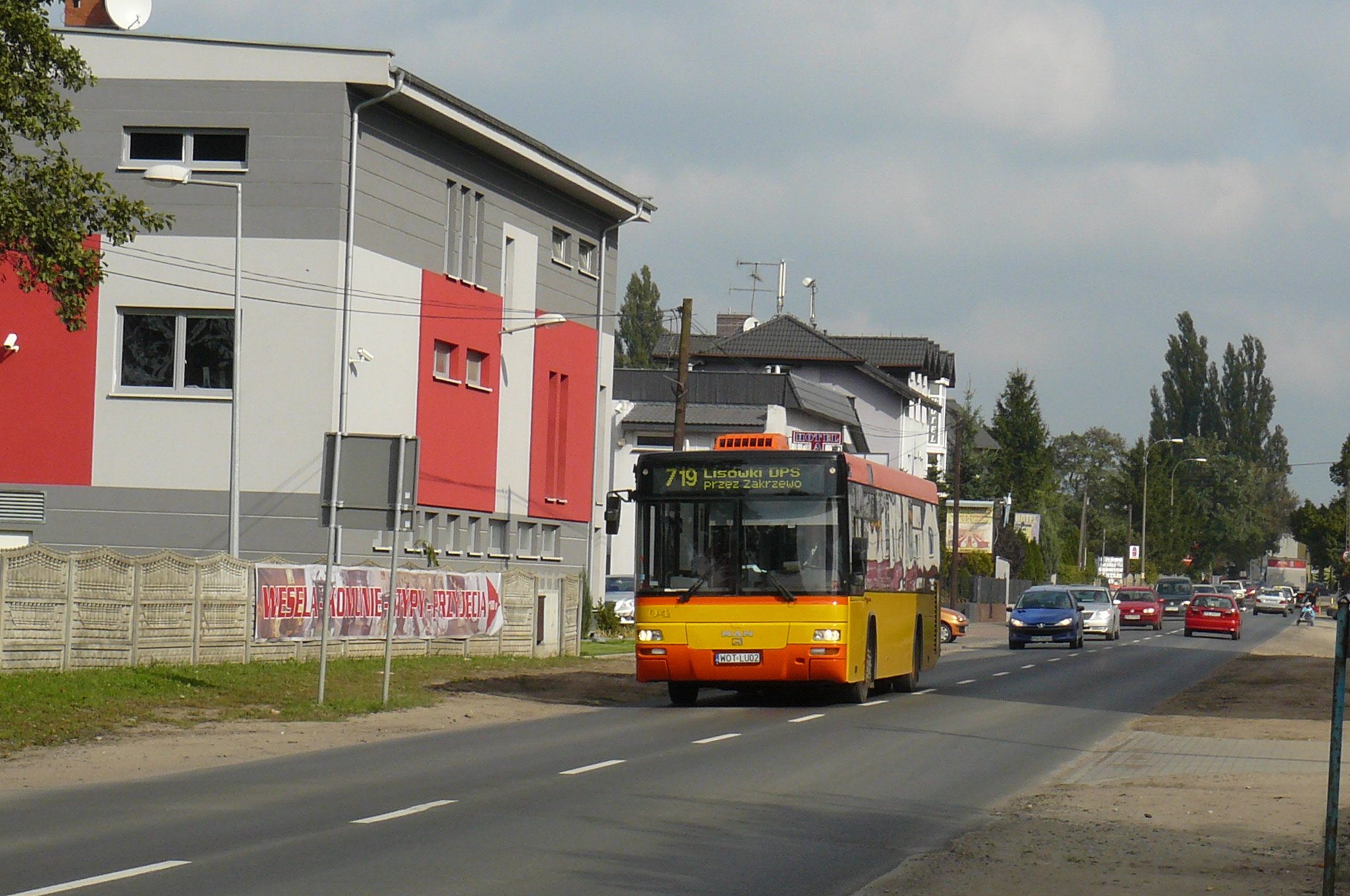
Nowa część Ławicy - ul. Złotowska w pobliżu Owczej i Perzyckiej

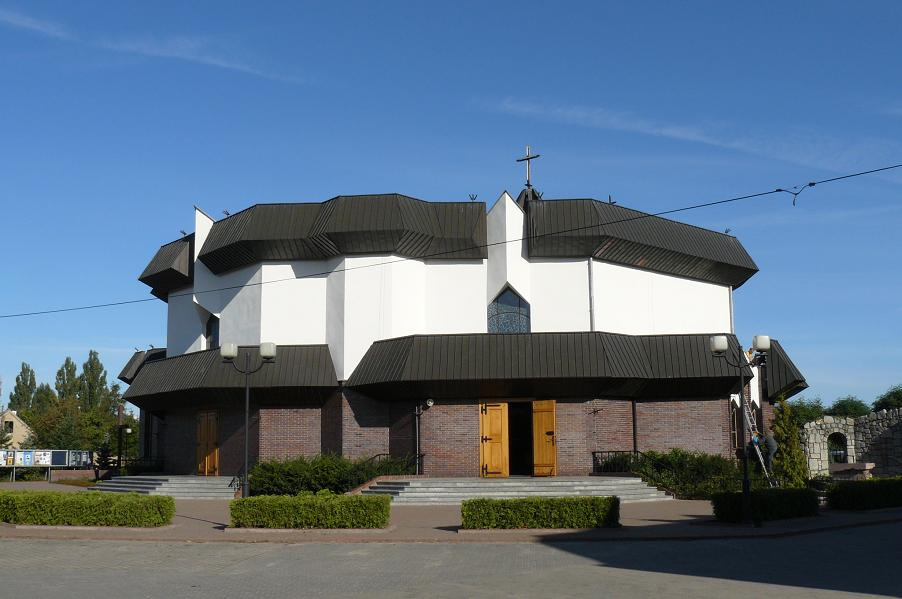
Kościół pw. Objawienia Pańskiego - Poznań Ławica, ul. Miastkowska

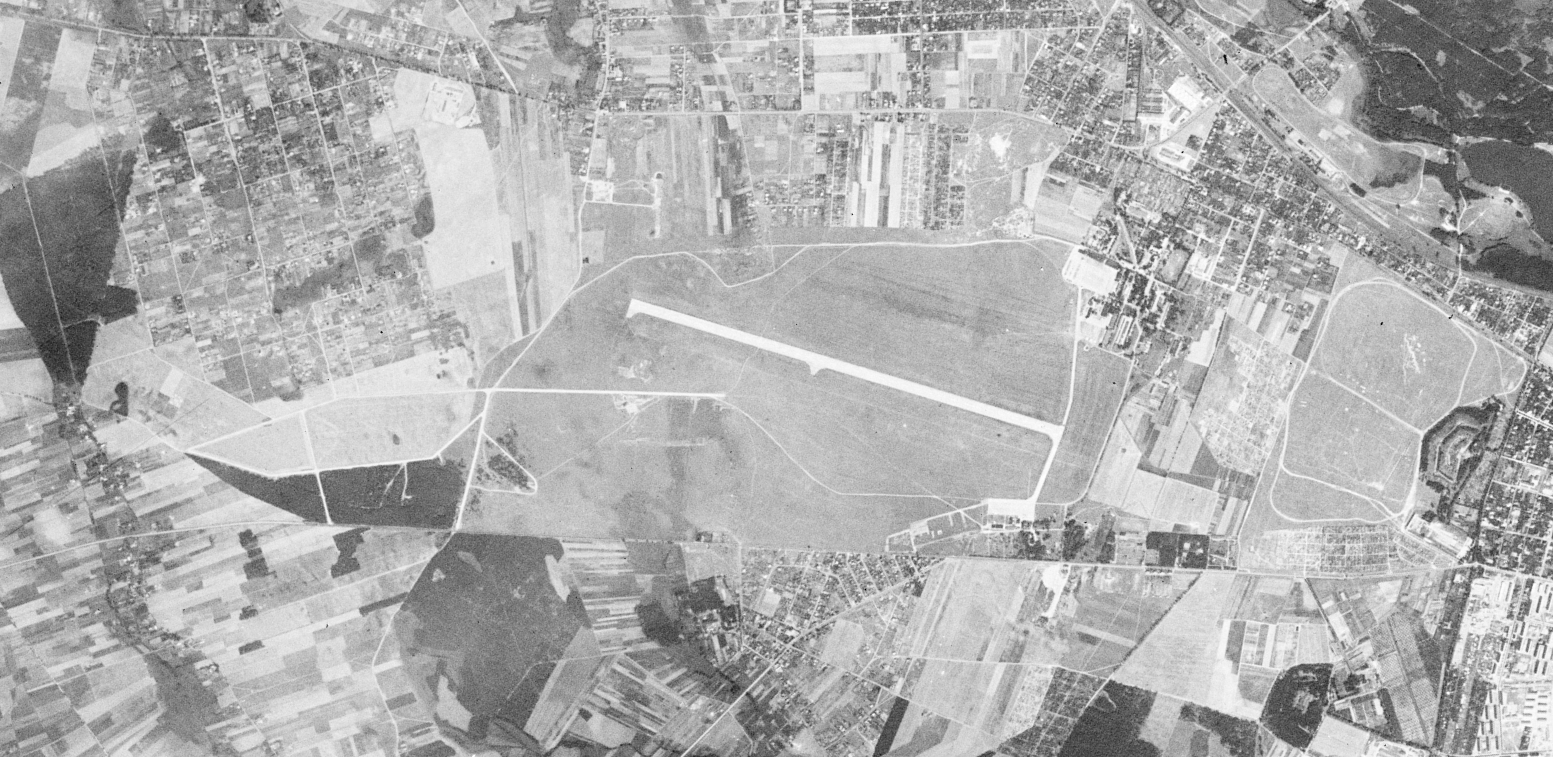
Lotnisko Poznań-Ławica i osiedle Ławica sfotografowane przez satelitę rozpoznawczego, 23 sierpnia 1965 r.

Ławica – osiedle administracyjne Poznania, znajdujące się w zachodniej części miasta. Zlokalizowany jest tutaj Port lotniczy Poznań-Ławica oraz samochodowy Tor Poznań; osiedle obejmuje część Edwardowa.

## Historia
Pierwsze wzmianki o osadzie królewskiej Ławica pochodzą z ok. roku 1400. Przez wieki była wsią dworską, należącą do gminy Żabikowo. Składała się wówczas z Ławicy-Dworu i Ławicy-Gminy. Część dworska położona była w okolicy dzisiejszego Przedszkola nr 36 im. M. Kownackiej, które stoi na miejscu szachulcowego dworu (rozebranego na przełomie lat 70. i 80. XX w.; również zabudowania byłego folwarku zostały rozebrane w latach 2000-2002). Ławica-Gmina rozciągała się natomiast wzdłuż obecnej ul. Złotowskiej oraz ul. Ławica. Do dzisiaj niektóre ocalałe budynki gospodarskie (np. stodoła obok Szkoły Podstawowej nr 58) przypominają tamte czasy. 
W roku 1902 na linii kolejowej Poznań-Szczecin została wybudowana stacja Poznań-Ławica (obecnie Poznań Wola). W roku 1913 założono na terenie łąk wsi Ławica lotnisko, które jest najstarszym obecnie czynnym portem lotniczym w Polsce. Miało ono być bazą dla samolotów strzegących całej wschodniej części ówczesnych Niemiec. 6 stycznia 1919 r. lotnisko zostało zdobyte przez powstańców wielkopolskich wraz ze sprzętem o wartości 200 mln ówczesnych marek niemieckich. Przejęte zostało 26 sprawnych samolotów oraz ok. 400 rozmontowanych (z tego ok. 100 nadawało się do kasacji, a większość została później skompletowana i weszła w skład polskiego lotnictwa wojskowego). W 1921 r. powstało tu pierwsze w Polsce przedsiębiorstwo lotnicze dla przewozów pasażerskich - Aerotarg, a w 1925 r. otwarto lotnisko cywilne oraz połączono Ławicę z centrum Poznania linią autobusową (autobusy kursowały od północnej strony lotniska - na obecną Wolę i to nieregularnie). W latach 20. w Ławicy działał także tor wyścigów konnych.
Od roku 1940 Ławica należy do miasta Poznania, choć do lat 80. przypominała wieś. W 1944 roku z Ogrodów na obecną Wolę i dalej do Sytkowa poprowadzono linię trolejbusową, czynną do roku 1970. Bezpośrednio po wojnie kursował do Ławicy kryty plandeką samochód ciężarowy, w którym z obu stron skrzyni ładunkowej umocowano ławki dla pasażerów oraz schodki. Od roku 1947 istnieje linia autobusowa łącząca najpierw ul. Kraszewskiego, a obecnie Bałtyk z Ławicą (dawniej zawracał przy ul. Sławińskiej) - początkowa linia B, później 52, następnie 59, a obecnie 148. 
Ławica przez wiele lat należała do parafii  św. Marcina w Skórzewie, a od roku 1988 istnieje parafia pw.  Objawienia Pańskiego (obecny kościół od 1995). Pamiątką po dawnych czasach są także kapliczki - przy ulicy Perzyckiej (między Złotowską a Głowicką) i przy skrzyżowaniu Złotowskiej i Owczej oraz krzyże przydrożne, np. na skrzyżowaniu Złotowskiej i Bukowskiej, Złotowskiej i Pozdawnickiej.
Od 1968 zaczęto po południowej stronie ulicy Bukowskiej stawiać budynki Osiedla Bajkowego, co rozpoczęło erę rozbudowy Ławicy w formie miejskiej, która trwa do dziś. W 1974 roku na skraju lotniska, częściowo wykorzystując nieużywany pas startowy, wybudowano tor wyścigów samochodowych i motocyklowych "Poznań", będący w gestii Automobilklubu Wielkopolski. Na terenach toru i okolic odbywa się dwa razy w tygodniu giełda samochodowa. Od 1971 roku ulicą Złotowską zaczęła kursować linia autobusowa nr 108 do Skórzewa (później do Dopiewa), a od 1979 kursuje tędy linia 177. W 1984 odsłonięto przed budynkiem Portu Lotniczego obelisk ku czci powstańców wielkopolskich, którzy w 1919 zdobyli lotnisko. 17 lipca 1987 przekazano do użytku 70-miejscowy motel Ławica wraz z campingiem na 300 miejsc przy ul. Złotowskiej. Od roku 1997 na Ławicę zaczął też kursować autobus nocny N42 (obecnie nr 242). 16 października 2001 otwarto nowy terminal, mogący obsłużyć nawet milion pasażerów rocznie.
Obszar Ławicy w latach 1954–1990 należał do dwóch dzielnic Jeżyce oraz Grunwald.
W 1996 r. utworzono jednostkę pomocniczą miasta osiedle Ławica. Następnie w 2001 r. utworzono osiedle Edwardowo. W 2010 r. w Poznaniu przeprowadzono reformę funkcjonalną jednostek pomocniczych i 1 stycznia 2011 roku połączono osiedla administracyjne: Ławica oraz Edwardowo w jedno osiedle Ławica.
Na Ławicy przetrwał i nadal jest kultywowany unikalny zwyczaj chodzenia przebierańców podczas lanego poniedziałku. Korowód tworzą przebierańcy – żandary.

## Współczesność
Obecnie Ławica jest terenem intensywnego budownictwa jednorodzinnego, szczególnie we wschodniej części - na Wydmach i w pobliżu Osiedla Bajkowego. Atrakcyjność dzielnicy polega na położeniu blisko terenów zielonych (Lasek Marceliński) oraz dobrej komunikacji z Centrum. Na zachodzie dzielnicy - pomiędzy ulicami Bukowską i Złotowską oraz Strumieniem Junikowskim są ogromne tereny Pracowniczych Ogrodów Działkowych, największy tego typu kompleks w Poznaniu (kilka tysięcy działek). Przy ulicy Bukowskiej, na Marcelinie w roku 2005 otwarto największe wówczas w Poznaniu Centrum Handlowe "King Cross Marcelin".
Na terenie Ławicy działają parafie rzymskokatolickie:
- pod wezwaniem Objawienia Pańskiego - kościół znajduje się przy ul. Miastkowskiej,

- pod wezwaniem Zwiastowania Pańskiego - kościół znajduje się przy ul. Leśmiana 2A (Edwardowo).

## Komunikacja
Osiedle obsługują autobusy miejskie MPK Poznań linii 148, 159 i 177, linia podmiejska 729 oraz linia nocna 222.